# Doug Ducey

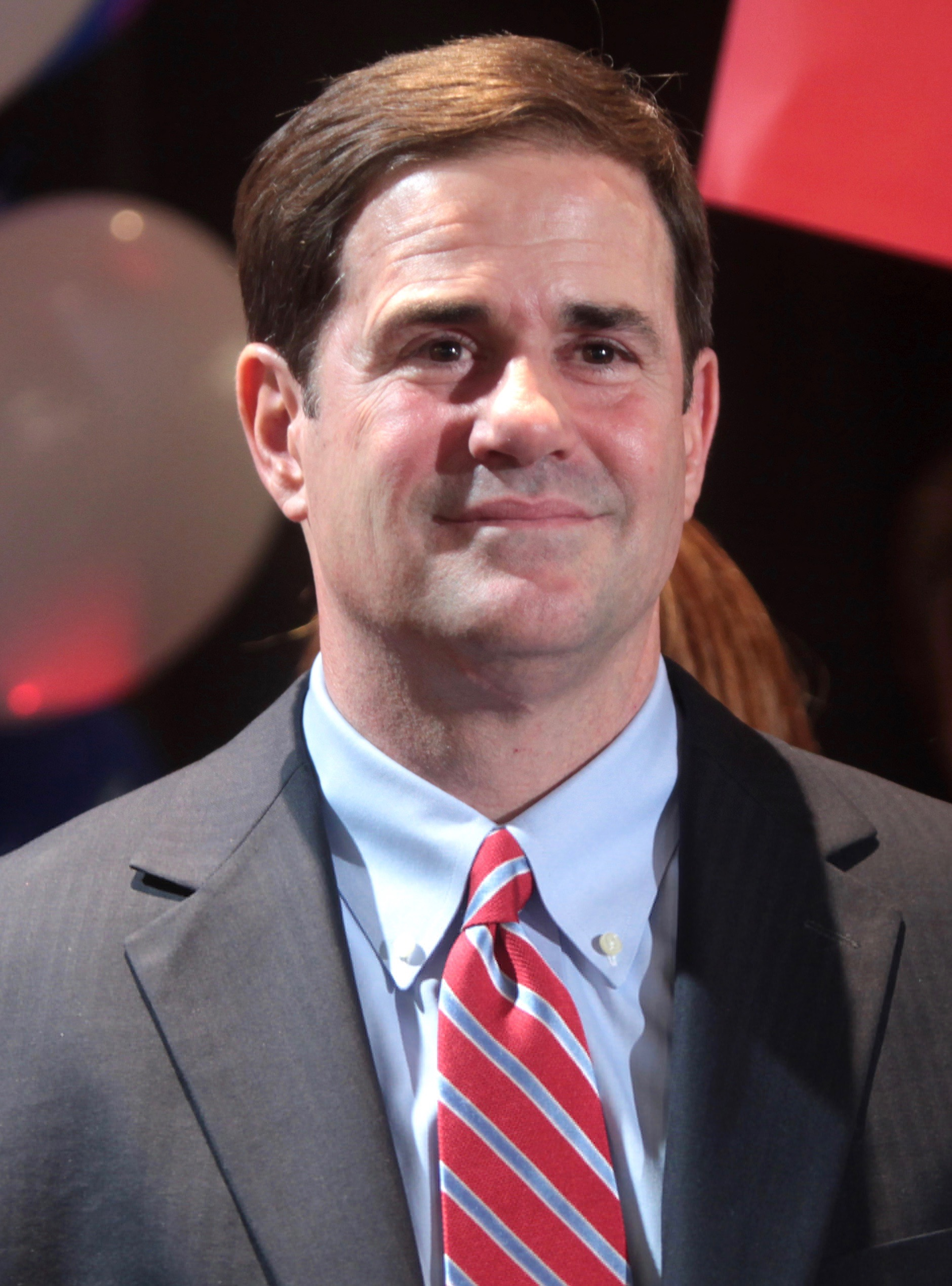
Doug Ducey

Doug Ducey (Toledo, 9 de abril de 1964) é um político norte-americano do Partido Republicano, foi governador do Arizona de janeiro de 2015 até janeiro de 2023.
Ducey estudou na Universidade do Estado do Arizona. Depois de se formar, trabalhou para a Procter & Gamble. Mais tarde, tornou-se sócio na companhia Cold Stone Creamery. De janeiro de 2011 até 2014, Ducey foi o tesoureiro do estado do Arizona. Nas eleições para governador em 2014, Ducey saiu como o vencedor na disputa para o cargo mais alto executivo no Arizona contra o político democrata Fred DuVal. Ele foi empossado em janeiro de 2015, sucedendo Jan Brewer. Ducey é casado e tem três filhos.